# Československé dokumentační středisko nezávislé literatury
Československé dokumentační středisko nezávislé literatury (ČSDS) bylo založeno v březnu 1986 v Hannoveru skupinou českých imigrantů. Středisko mělo 11 členů, mezi jinými historika Viléma Prečana, na jehož práci činnost střediska navazovala.[zdroj?] Prvním předsedou střediska byl do ledna 1994 Jan Vladislav. Poté ho na pozici předsedy vystřídal Vilém Prečan a místopředsedou byl zvolen Karel Schwarzenberg.

## ČSDS po listopadu 1989
Od prosince 1989 se ČSDS podílelo na vytváření svobodné kultury v prostředí,[kde?] přičemž nepřestalo plnit úkoly badatelského a informačního zařízení v zahraničí.
15. prosince 1998 se středisko transformovalo na obecně prospěšnou společnost. Od října 2017 sídlí středisko v prostorách Nové budovy Národního muzea v Praze.